# Немия
Неми́я (Немія)  — річка в Україні, в межах Барського, Мурованокуриловецького та Могилів-Подільського районів Вінницької області. Ліва притока Дністра (басейн Чорного моря).

## Опис
Довжина 64 км, площа водозбірного басейну 411 км². Похил річки 4 м/км. Долина у верхів'ї слабо виражена, з пологими схилами; нижче — V-подібна, з крутими задернованими схилами. Її ширина 1,5—2 км, іноді не більше 1 км, глибина — 40—80 м. Заплава двобічна, подекуди відсутня, у верхній течії заболочена, завширшки 100—350 м. Річище слабозвивисте, завширшки 2—23 м, завглибшки 0,2—0,5 м (макс. до 2 м), у середній і нижній течії кам'янисте, з порогами та перекатами. Споруджено кілька ставків (у верхній течії). Використовується на потреби гідроенергетики, зрошення, рибництва, на водопостачання.

## Розташування
Немия бере початок на південь від села Митки. Тече переважно на південь. Впадає до Дністра між містом Могилів-Подільський та селом Немія.
Притоки: Голова, Вендичанка (праві), Струмок Площанка (ліва)

## Галерея

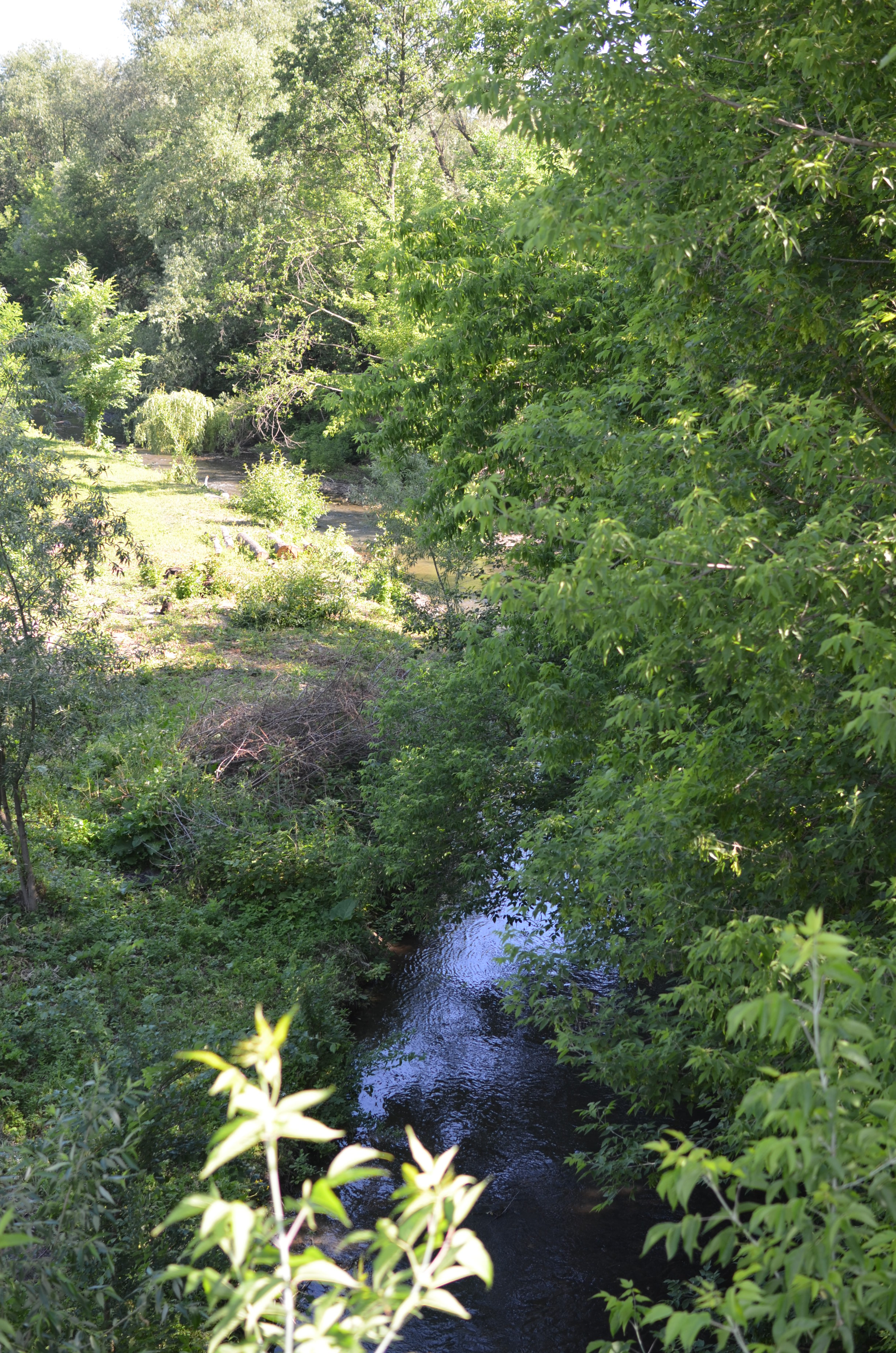
Немія в Озаринцях
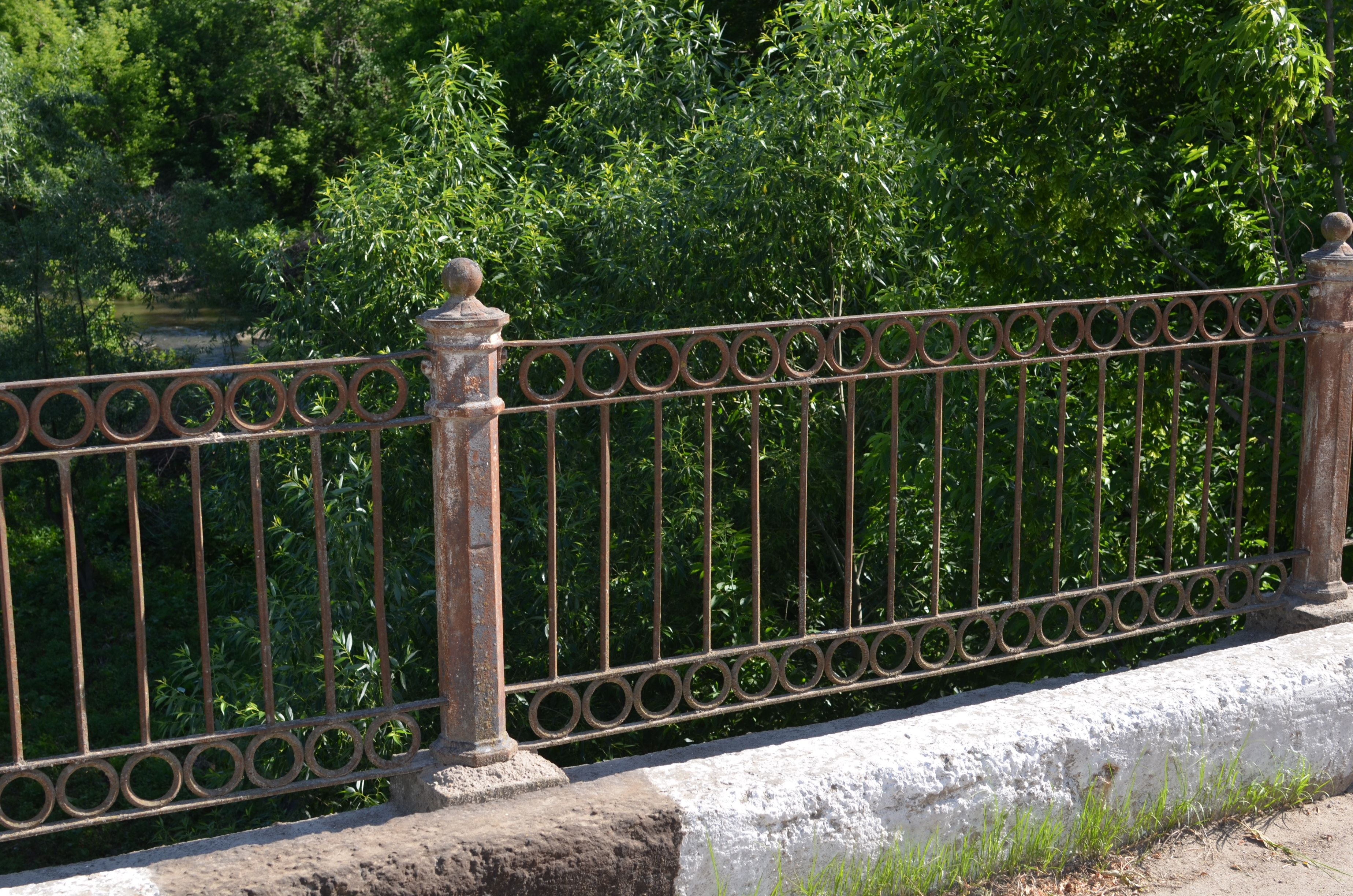
Міст через річку в Озаринцях
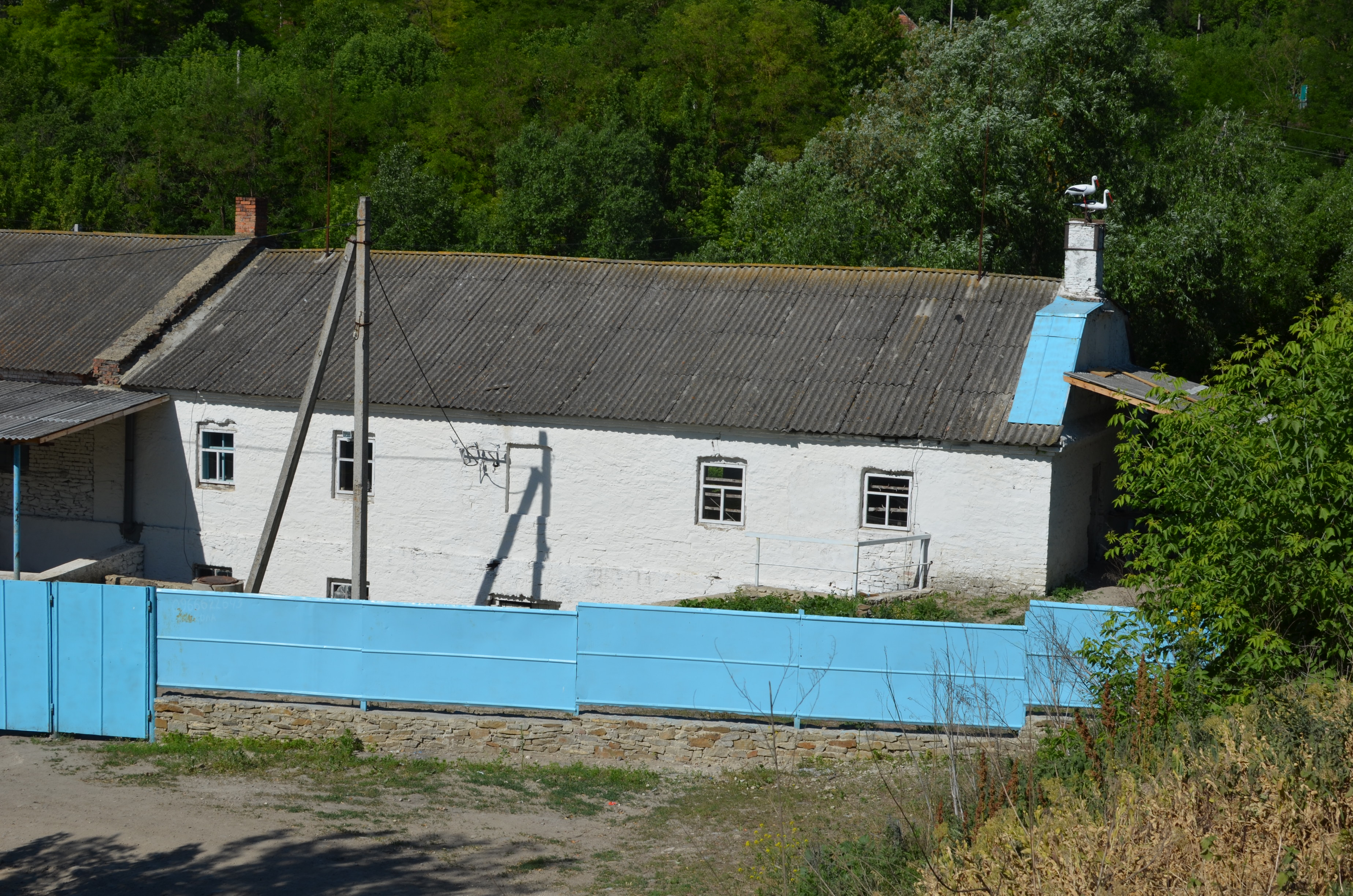
Млин на річці в с. Озаринці
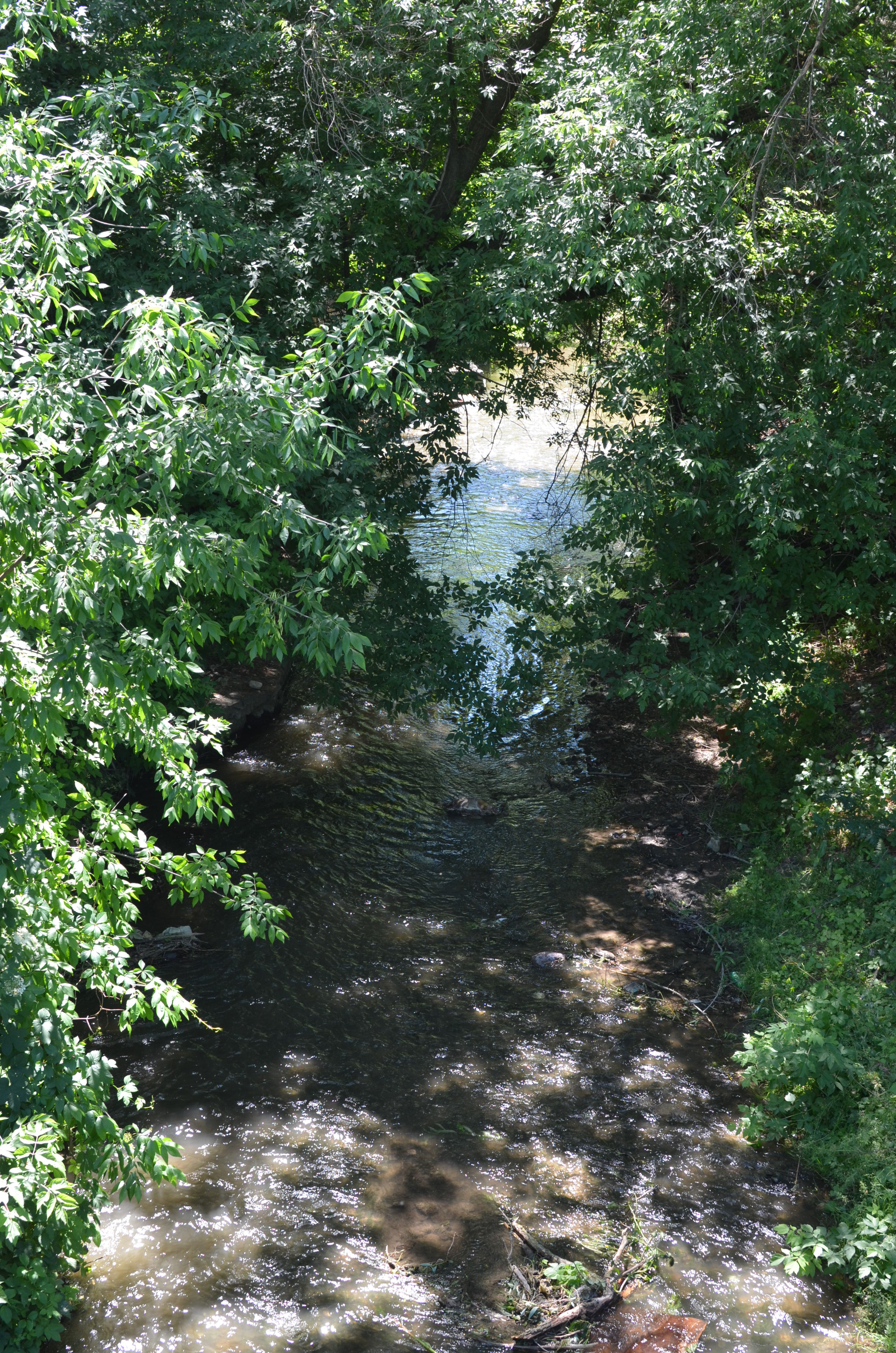
Річка Немія в однойменному селі